# Rita-iota
Rita-iota（リタ・アイオウタ）は日本の音楽ユニット。
ボイス・ボーカル・作詞担当のRITA、ソングライター・編曲・ギター担当のNOSSA（水野ノブヨシ）の二人からなる男女混合ユニット。その音楽はボサノヴァをベースにイタリアン・ボイスパーカッションを加えた独特のシネマ・ラウンジ・ミュージックに仕上げている。

## 来歴
片岡Kに見出され、BSフジ『宝島の地図』シリーズの主題歌に連続で使用され、注目される。次に同じく片岡Kの劇場映画初監督となった『インストール』のサウンドトラックを担当、日本クラウンよりメジャー・デビュー。

## ディスコグラフィー
1. 映画『インストール』サウンドトラック（2004年12月15日）日本クラウン
2. 『SEVEN HEAVEN』オリジナルアルバム（2004年12月20日）Sol-fa RECOERS
3. フジ月9ドラマ『東京DOGS』サウンドトラック（2009年12月16日）rhythm ZONE
4. TBS日曜劇場『特上カバチ』サウンドトラック参加（2010年3月3日）HARBOR RECORDS

## 音楽
- 宝島の地図シリーズ（BSフジ）
  - お宝島の地図 EDテーマ・挿入歌（2002年）
  - 宝島の地図よっ OP&EDテーマ（2003年）
  - ニセ宝島の地図 OP&EDテーマ（2003年）
  - 宝島の地図エイト EDテーマ（2004年）
- 映画「インストール」サウンドトラック（2004年）
- 女優開発プロジェクト ××プロ ショートムービー音楽担当（2005年、テレビ朝日）
- 正しい恋愛のススメ 音楽担当（2005年、TBS）
- 枯れオヤジ〜カレセンと呼ばないで〜 音楽担当（2008年、BSフジ）
- セレぶり3 音楽担当（2009年、テレビ東京）
- 東京DOGS 音楽担当（2009年、フジテレビ）
- 特上カバチ 音楽参加（2010年、TBS）
- MUSICAL3 音楽担当（2010年、TOKYO MXテレビ）
- 福岡恋愛白書 音楽担当（2011年- 九州朝日放送）
- ホクサイと飯さえあれば 音楽担当（2017年、毎日放送）